# Иоанн (Боднарчук)
Иоа́нн (в миру Васи́лий Никола́евич Боднарчу́к; 12 апреля 1929, Ивано-Пустое, Польская республика — 9 ноября 1994, Яблоновка, Волынская область, Украина) — митрополит УПЦ КП, в 1989—1992 годы — митрополит и первоиерарх УАПЦ, до 1989 — епископ Украинского экзархата Русской православной церкви (лишён сана и монашества).

## Биография

### Ранние годы
Родился в селе Ивано-Пустое (ныне Борщевский район Тернопольской области) на территории современной Западной Украины, которая входила тогда в состав Польши, в семье псаломщика-регента местного греко-католического прихода, в 1946 году присоединившегося к Православной церкви.
После окончания средней школы был псаломщиком в храме Иоанна Богослова в родном селе, затем псаломщиком и регентом в храме святой Параскевы в селе Великий Ключёв Коломыйского района Ивано-Франковской области.
В 1949 году был арестован и депортирован с семьёй в Казахстан, где проживал до 1953 года.
Пытался поступить в музыкальное училище, на дирижёрское отделение, но как бывшему «врагу народа» ему было отказано.

### В Русской православной церкви
В 1956 году поступил в Ленинградскую духовную семинарию.
25 января 1958 года во втором классе семинарии рукоположён в сан диакона епископом Романом (Тангом).
В 1960 году окончил Ленинградскую духовную семинарию и поступил в Ленинградскую духовную академию.
Во время учёбы активно нёс певческое послушание, управляя академическим хором и руководя духовными концертами.
21 мая 1961 года на первом курсе академии митрополитом Ленинградским и Ладожским Пименом рукоположён во иерея в Никольском кафедральном соборе Ленинграда. В период обучения в семинарии и академии управлял академическим хором и правил духовными концертами.
В 1964 году окончил Ленинградскую духовную академию со степенью кандидата богословия за курсовое сочинение на тему «Князь Константин Константинович Острожский, его просветительная деятельность и борьбы с католицизмом и унией» и направлен на пастырское служение в Львовскую и Тернопольскую епархию.
Служил в селе Стриевка Збаражского района Тернопольской области, а с 12 апреля 1968 года в храме города Трускавец Дрогобычского района Львовской области, где работал около 10 лет.
11 октября 1977 года в Почаевской Лавре пострижен в монашество.
14 октября того же года митрополитом Киевским и Галицким Филаретом в соборе Покровского женского монастыря Киева возведён в сан архимандрита.
23 октября 1977 года во Владимирском кафедральном соборе Киева рукоположён в епископа Житомирского и Овручского. Хиротонию совершали: митрополиты Киевский и Галицкий Филарет, Львовский и Тернопольский Николай (Юрик), архиепископ Симферопольский и Крымский Леонтий (Гудимов), епископы: Мукачевский и Ужгородский Савва (Бабинец), Кировоградский и Николаевский Севастиан (Пилипчук).
Страдая болезнью почек, неоднократно посылал экзарху Украины Филарету (Денисенко), Священному синоду и патриарху Пимену прошения с просьбой перевести его на одну из кафедр закарпатского региона Украины, мотивируя это ухудшающимся состоянием здоровья.
13 сентября 1989 году был освобождён от управления епархией по состоянию здоровья с определением ему персональной пенсии на лечение.

### В Украинской автокефальной православной церкви
16 октября 1989 года примкнул к группе украинских священников, выступавших с программой возрождения «Украинской автокефальной православной церкви» (УАПЦ).
2 октября 1989 года на епархиальном соборе во Львове избран собранием духовенства Львовской епархии РПЦ, пожелавшим перейти в УАПЦ, «первым архипастырем возрождённой УАПЦ». 22 октября совершил на территории Львовской епархии в церкви Святых Петра и Павла во Львове литургию, рукоположил диакона и провозгласил образование «Украинской автокефальной апостольской церкви греко-украинского обряда».
30 октября первоиерархом УАПЦ был провозглашён[кем?] проживавший в США Мстислав (Скрипник), глава «Украинской автокефальной православной церкви в США и диаспоре», который в тот же день возвёл Иоанна в сан архиепископа и поручил ему управлять своей паствой на Украине.
1 ноября 1989 года в телеграмме патриарху Пимену и Священному синоду Русской православной церкви объявил о выходе из Русской православной церкви (РПЦ).
14 ноября 1989 года, после того как Иоанн дважды отказался прибыть на заседание Синода, Священный синод вынес определение о лишении его архиерейского сана и монашества. Все священнодействия, хиротонии и распоряжения Иоанна объявлялись недействительными.
Принял в УАПЦ некоего Викентия Чекалина, именовавшего себя «епископом Яснополянским» в юрисдикции Русской зарубежной церкви (которая позже письменно уведомила всех, что не признаёт Викентия благодатным каноническим епископом). Вместе с Чекалиным «рукоположил» первых «епископов» новой УАПЦ: своего родного брата Василия (Боднарчука) (31 марта 1990), Андрея (Абрамчука) (7 апреля 1990), Даниила (Ковальчука) (28 апреля 1990), Романа (Балащука) (22 мая 1990).
Выполнял председательствующую роль в проведении «Поместного собора» в июне 1990 года, оформивший правовое положение УАПЦ.
Вскоре после «Собора» выяснилось, что «Викентий» Чекалин является бывшим диаконом Тульской епархии РПЦ Виктором, который в 1986 году был лишён сана за двоежёнство, а в 1987 году осуждён по ст. 120 Уголовного кодекса РСФСР «за развратные действия в отношении несовершеннолетних». После выхода из заключения Чекалин объявил себя «катакомбным епископом», побывал в Канаде и США, где поначалу был принят епископами РПЦЗ, но впоследствии изобличён как самозванец и вор, {{нет АИ2|После выхода из заключения Чекалин объявил себя «катакомбным епископом», побывал в Канаде и США, где поначалу был принят епископами РПЦЗ, но впоследствии изобличён как самозванец и вор; версия о якобы "воровстве" со стороны Чекалина основывается исключительно на сообщении Сергея Шумило, что якобы Чекалин "в алтаре синодального собора в Нью-Йорке пытался украсть антиминс, архиерейскую панагию и дискос".  Однако ни в каких других источниках информация о якобы совершившимся факте воровства со стороны Чекалина ничем не подтверждается, так как неизвестны никакие факты о его судимости именно за воровство. По одной из версий, после этих разоблачений Мстислав (Скрипник) категорически запретил «хиротонисать новых епископов» без своего ведома и отправил в 1991 году из США на Украину архиепископа Антония Щербу для совершения перерукоположений.
В то же время, согласно опубликованных представителем ОВЦС РПЦ — протоиереем Ростиславом Яремой собственноручных писем Иоанна (Боднарчука), тот начал рукополагать новых епископов УАПЦ по личному поручению Мстислава, поскольку последний не смог сам приехать в СССР из-за длительной невыдачи ему въездной визы.
С июня 1990 года — «митрополит» Львовский и Галицкий, «местоблюститель Патриаршего престола».В июне 1990 года Иоанн (Боднарчук) провёл хиротесию над Викентием (Чекалиным), считая последнего епископом.
18 ноября 1990 года патриархом УАПЦ был интронизован митрополит Мстислав (Скрипник), которому во время Божественной литургии в Софийском соборе Киева Иоанн (Боднарчук) надел патриарший клобук.
22 января 1992 года смещён со Львовской кафедры и назначен «митрополитом Житомирским».
29 февраля 1992 года Иоанн (Боднарчук) запретил в служении Димитрия (Ярему).
В апреле 1992 года Иоанн (Боднарчук) подал в Священный синод Русской православной церкви прошение, в котором свидетельствовал о своём раскаянии и желании примирения с Церковью, а также ходатайствовал о том, чтобы его принял патриарх Алексий. Мотивацию своего уклонения в раскол он сводил к обиде на несправедливое отношение со стороны бывшего митрополита Филарета (Денисенко).
В то же время, согласно опубликованных представителем ОВЦС РПЦ — протоиереем Ростиславом Яремой собственноручных писем Иоанна (Боднарчука), его согласился принять только викарий патриарха Алексия - владыка Арсений (Епифанов), однако сам патриарх не нашёл для этого времени, хотя Иоанн передавал ему письма в период 7-9 апреля 1992 года, когда находился лично в Москве, чтобы добиться решения Священного Синода РПЦ о своём восстановлении в епископском достоинстве.
29 апреля 1992 года в Киеве состоялся Синод епископов УАПЦ во главе с патриархом Мстиславом, который принял решение об исключении «митрополита» Иоанна (Боднарчука) из состава епископата УАПЦ; по одной из версий - за то, что тот запретил в священнослужении протоиерея Владимира Ярему (будущего патриарха Димитрия) и некоторых других священников. Однако причиной могла быть и его поездка в Синод РПЦ в Москву, предпринятая в начале апреля 1992 года.
Следующие покаянные обращения Иоанна (Боднарчука) к патриарху Алексию относятся к 20 мая 1992 года, а также к 18 августа 1992 года.

### В Украинской православной церкви Киевского патриархата
Вскоре отказался от своих намерений и в 1993 году перешёл в Киевский патриархат (УПЦ КП), где был назначен митрополитом Дрогобычским и Самборским, а потом — Луцким и Волынским.
Наиболее вероятной причиной такого шага Иоанна стал тот факт, что сразу после его поездки в апреле 1992 года в Московскую Патриархию, произошла "утечка" информации об этом в прессу. По словам Иоанна: «Меня сейчас преследуют и шантажируют, угрожая по телефону. Кто-то из Патриархии рассказал, что я был в Москве и пытался с Вами встретиться». 

### Гибель
Погиб утром 9 ноября 1994 года в автоаварии при невыясненных обстоятельствах. В этот день Иоанн направлялся в село Чаруков на престольный праздник. Авария произошла в 9 часов 30 минут. По словам протоиерея Тарасия, секретаря Иоанна, автомобиль «Волга», за рулём которого находился митрополит, вылетел с дороги, перевернулся несколько раз и врезался в дерево недалеко от перекрёстка с дорогой на село Мирное. По словам Тарасия, у Иоанна случился сердечный приступ, либо он мог заснуть за рулём. Митрополит, которого от удара выбросило на проезжую часть, погиб на месте, Тарасий выжил. Некоторые иерархи УПЦ КП тогда считали, что ДТП было подстроено Филаретом (Денисенко), который таким образом избавлялся от конкурента в борьбе за патриаршество.
Похоронен в родном селе Ивано-Пустое, на сельском кладбище.